# 24 uur live
24 uur live was een concert dat 24 uur duurde en door Miguel Wiels bedacht werd om aandacht te vragen voor de muzieksector tijdens de coronapandemie.
Het evenement vond plaats in het Sportpaleis van Antwerpen, van 12 maart 2021 om 18:00 uur tot 13 maart om 18:00 uur. De artiesten werden verwelkomd door Miguel Wiels en zijn band.
Op 22 januari 2022 werd een tweede editie gehouden in het Sportpaleis.